# Matagaia
Matagaia Ruiz, Brescovit e Freitas, 2007 è un genere di ragni appartenente alla Famiglia Salticidae.

## Caratteristiche
Questa specie ha molti caratteri in comune col genere Icius per l'aspetto esteriore, il dimorfismo sessuale e la struttura dei pedipalpi. Le femmine sono lunghe circa 5 millimetri; i maschi, un po' più piccoli, non superano i 4 millimetri.

## Distribuzione
L'unica specie oggi nota di questo genere è stata rinvenuta nell'isola Fernando de Noronha, al largo delle coste brasiliane.

## Tassonomia
A dicembre 2010, si compone di una specie:
- Matagaia chromatopus Ruiz, Brescovit e Freitas, 2007[3] — Brasile